# كم هونغ دو
كم هونغ دو (ولد في سنة 1745 ومات في 1806 أو 1814) هو أحد رسامي مملكة جوسون في كوريا. تميز كم برسماته في جميع المجالات وخصوصاً في تصوير الحياة اليومية للناس من حوله.

## معرض صور

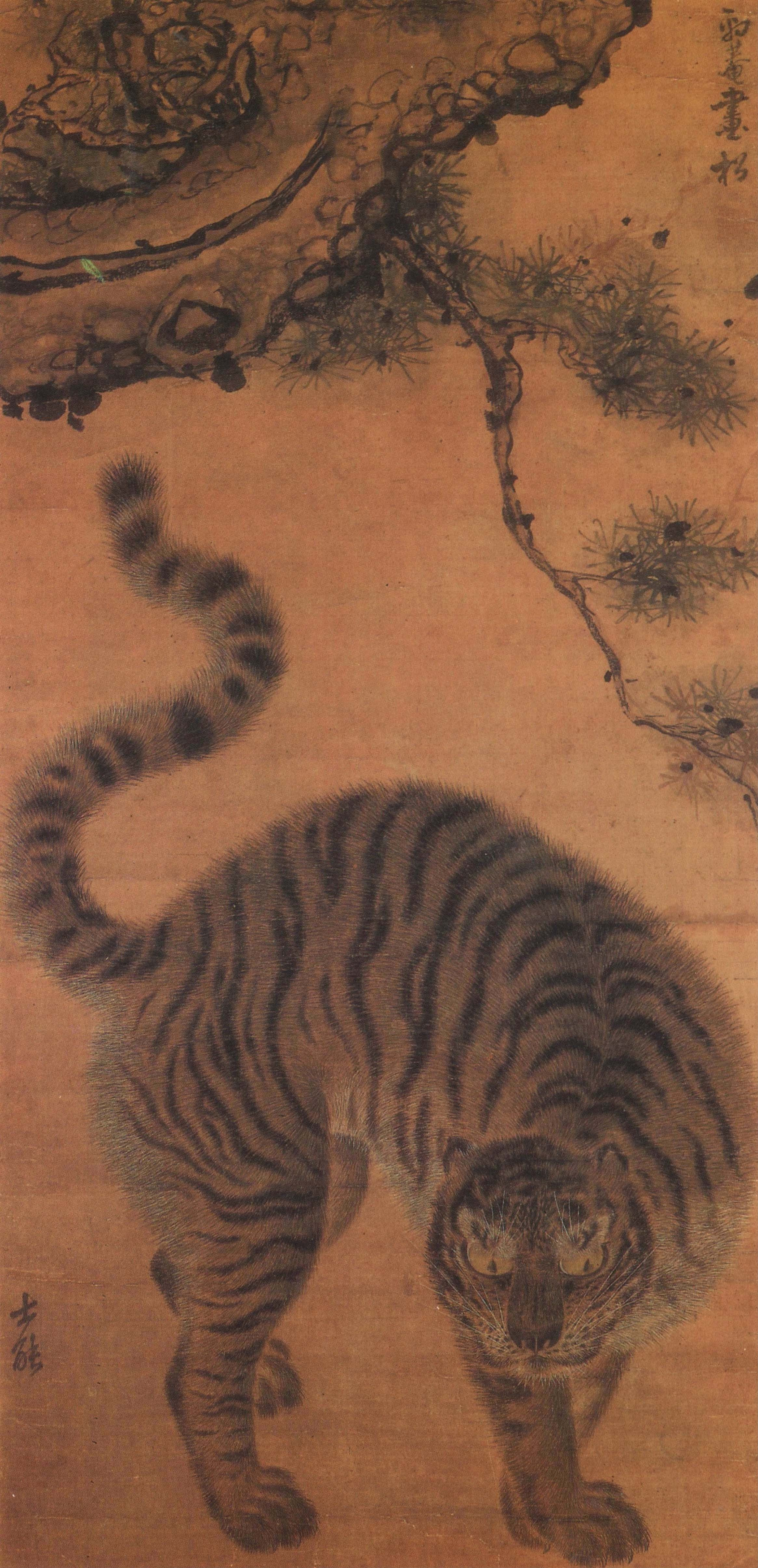
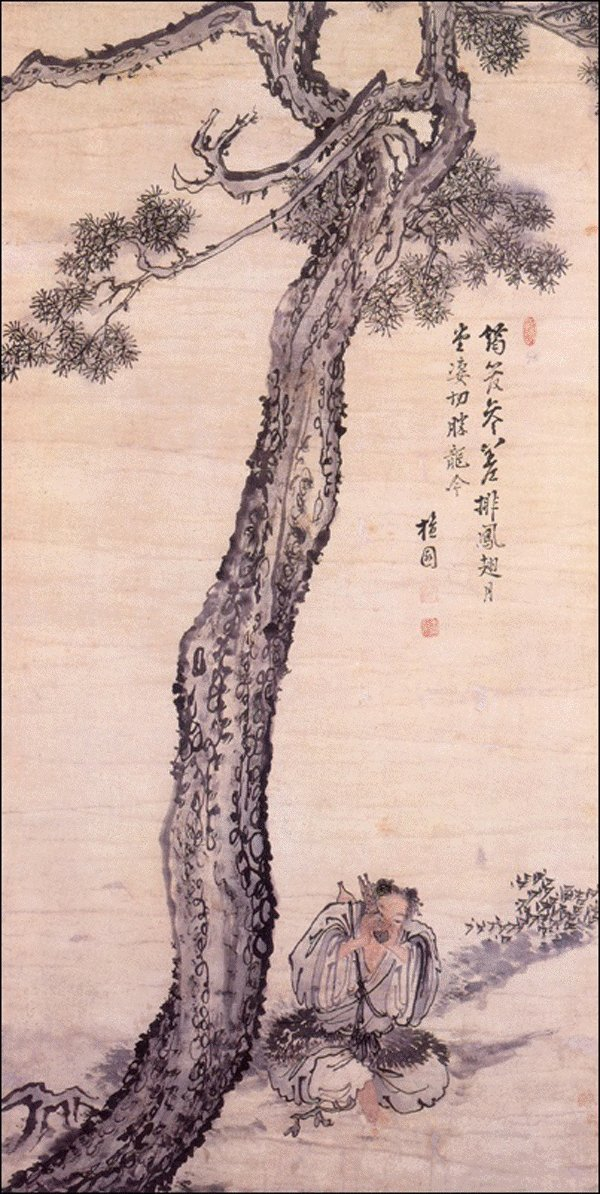
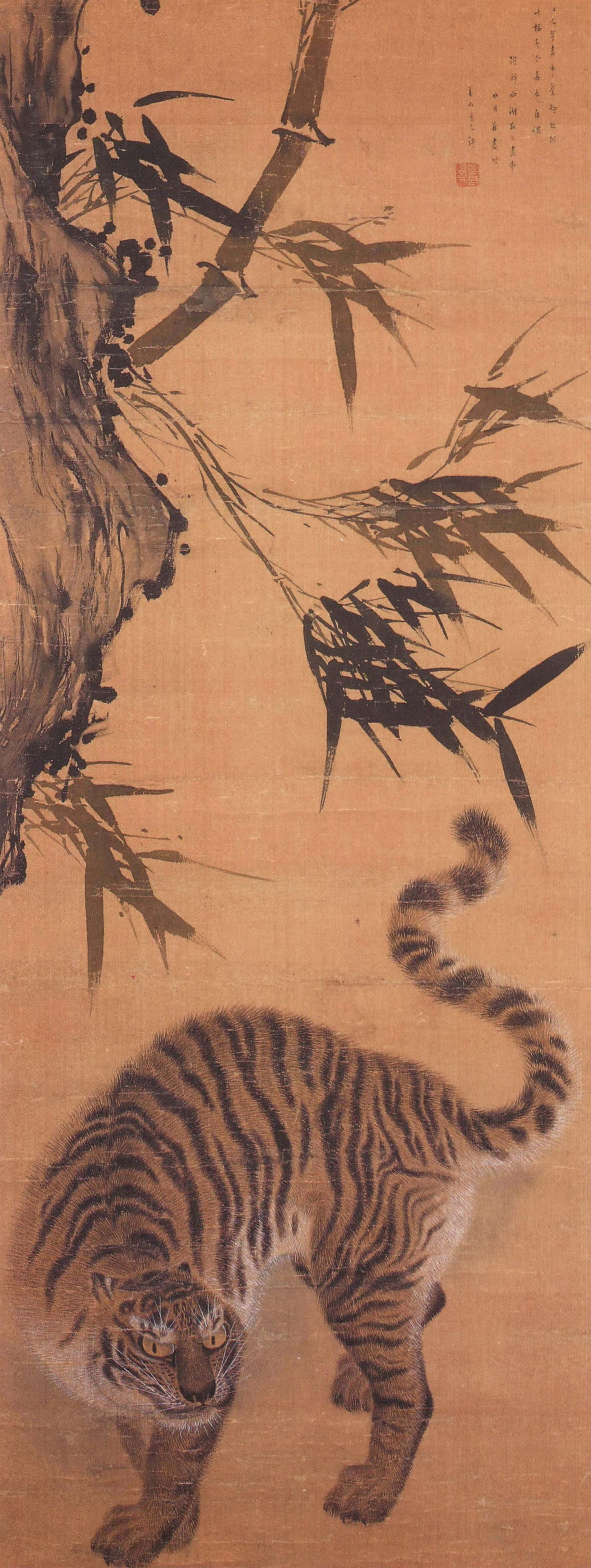
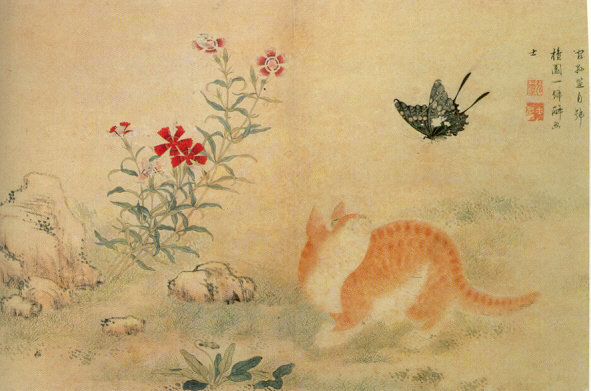
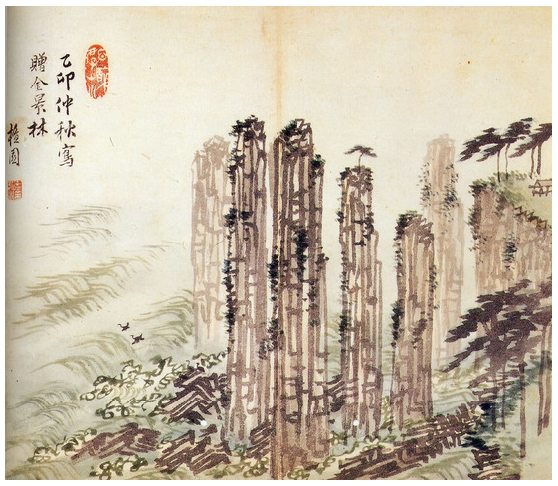